# Awesome Inc
Awesome Inc (noto anche come We Are: Awesome Incorporated) è uno studio di animazione e motion design statunitense con base ad Atlanta, in Georgia.

## Storia
Fondata nel 2006, Awesome Inc è nata come studio di motion design, focalizzato principalmente sulla creazione di promo, spot pubblicitari e packaging di rete. Nel 2011, Awesome Inc è diventato uno studio di animazione per la serie Squidbillies di Adult Swim, che ha continuato la sua trasmissione fino alla tredicesima stagione prima di concludersi nel novembre 2021. Awesome Inc ha anche animato e composto tre stagioni di Aqua Teen Hunger Force.
In seguito alla dipartita di Drew Tyndell come direttore creativo e comproprietario nel 2013, Awesome Inc è diventata un'azienda certificata guidata da Ashley Kohler come presidente. Nel febbraio 2021, Awesome Inc è stata scelta da ViacomCBS per produrre il suo primo lungometraggio d'animazione intitolato Jodie e basato sull'omonimo personaggio di Daria.

## Filmografia

### Serie televisive
- Squidbillies – serie animata, 72 episodi (2012-2021)
- Aqua Teen Hunger Force – serie animata, 29 episodi (2012-2015)
- Your Pretty Face Is Going to Hell – serie televisiva, 36 episodi (2015-2019)
- Harvey Birdman: Attorney General – special televisivo (2018)
- 12 oz. Mouse – speciale televisivo (2018)
- Gēmusetto – serie animata, 20 episodi (2019-2020)
- Tender Touches – serie animata, 5 episodi (2020)
- Birdgirl – serie animata, 6 episodi (2021)
- Macbeth With Dinosaurs – episodio pilota (2021
- Ren & Stimpy – serie animata (TBA)
- Jodie – serie animata (TBA)